# Liste der Bodendenkmäler in Herbstadt
Auf dieser Seite sind die Bodendenkmäler in der unterfränkischen Gemeinde Herbstadt zusammengestellt. Diese Tabelle ist eine Teilliste der Liste der Bodendenkmäler in Bayern. Grundlage ist die Bayerische Denkmalliste, die auf Basis des Bayerischen Denkmalschutzgesetzes vom 1. Oktober 1973 erstmals erstellt wurde und seither durch das Bayerische Landesamt für Denkmalpflege geführt wird. Die folgenden Angaben ersetzen nicht die rechtsverbindliche Auskunft der Denkmalschutzbehörde.

Wappen von Herbstadt

Diese Liste gibt den Fortschreibungsstand vom 4. Februar 2020 wieder und enthält sechs Bodendenkmäler.

## Bodendenkmäler nach Gemarkung

### Breitensee
| Lage                     | Objekt | Akten-Nr.     | Bild           |
| ------------------------ | --- | ------------- | -------------- |
| Kirchenweg 10 (Standort) | Archäologische Befunde des Mittelalters und der frühen Neuzeit im Bereich der katholischen Pfarrkirche St. Michael von Breitensee (Baudenkmal D-6-73-131-21) mit ehemaligem befestigten Kirchhof und Körpergräbern des Mittelalters und der frühen Neuzeit. | D-6-5629-0020 | weitere Bilder |

### Herbstadt
| Lage                                                             | Objekt | Akten-Nr.     | Bild               |
| ---------------------------------------------------------------- | --- | ------------- | ------------------ |
| Bewaldete Bergkuppe NW der Siedlung „An der Völlburg“ (Standort) | Mittelalterlicher Burgstall Völlburg. | D-6-5628-0037 | Burgstall Völlburg |
| NNW von Herbstadt; N der NES2 (Standort)                         | Siedlung des Alt- bis Mittelneolithikums. | D-6-5629-0009 |                    |
| Lindenhügel 1 (Standort)                                         | Archäologische Befunde des Mittelalters und der frühen Neuzeit, darunter solche von Vorgängerbauten und Körpergräbern, im Bereich der 1851 in wesentlichen Teilen neuerrichteten katholischen Pfarrkirche Heilig Kreuz (Baudenkmal D-6-73-131-1) von Herbstadt. | D-6-5629-0019 | weitere Bilder     |

### Ottelmannshausen
| Lage                    | Objekt | Akten-Nr.     | Bild           |
| ----------------------- | --- | ------------- | -------------- |
| Dorfplatz 22 (Standort) | Archäologische Befunde der frühen Neuzeit, darunter solche von Vorgängerbauten, im Bereich der 1846 bis 1849 neu errichteten katholischen Filialkirche St. Lorenz (Baudenkmal D-6-73-131-27) von Ottelmannshausen. | D-6-5628-0134 | weitere Bilder |
| Dörfleshof 1 (Standort) | Archäologische Befunde des Mittelalters und der frühen Neuzeit im Bereich des ehemaligen Klostergutes Dörfleshof. (s. a. Baudenkmal D-6-73-131-32)                                                                 | D-6-5628-0135 |                |